# Book of Love (film, 2004)
Pour les articles homonymes, voir Book of Love.
Pour plus de détails, voir Fiche technique et Distribution.
Book of Love est une comédie dramatique américaine réalisée par Alan Brown, sortie en 2004.

## Synopsis
Un jeune étudiant séduit la femme de l'un de ses professeurs.

## Fiche technique
- Titre : Book of Love
- Réalisation : Alan Brown
- Scénario : Alan Brown
- Musique : Stewart Wallace
- Photographie : William Rexer
- Montage : Trevor Ristow
- Décors : Kelly McGehee
- Costumes : Marie Abma
- Production : Robert Ahrens (en) et Mickey Liddell
- Pays d'origine :  États-Unis
- Langue originale : anglais
- Format : couleurs - 1,85:1 - 35 mm - Dolby Digital
- Genre : comédie dramatique
- Durée : 83 minutes
- Date de sortie : 2004
- Certification : interdit aux moins de 12 ans lors de sa sortie aux États-Unis

## Distribution
- Frances O'Connor : Elaine Walker
- Simon Baker : David Walker
- Gregory Smith : Chet Becker
- Bryce Dallas Howard : Heather
- Joanna Adler : Melissa
- Sabrina Grdevich : Lilian
- Ari Graynor : Naomi